# PlayStation Portable Slim and Lite
PlayStation Portable (официальная аббр.,  используемая в PAL-регионе, — PSP Slim & Lite) — портативная игровая консоль производства Sony Computer Entertainment. На E3 2007 Sony анонсировала новую версию PSP, которая поступила в продажу в сентябре 2007 года.

## Дизайн и спецификации
У новой модели в сравнении с PSP-1000 изменился дизайн — она стала на 33 % легче и на 19 % тоньше, чем оригинал. Также изменения затронули технические стороны: добавился композитный ТВ выход, удвоилась ROM и RAM память PSP (64 Мб вместо 32 Мб), увеличилась яркость дисплея и появилась возможность заряжать PSP с помощью USB. Из нововведений также стоит отметить кеширование данных с UMD диска в память PSP для более быстрой загрузки ресурсов игры. Переключатель WLAN был перенесён наверх, на место убранного ИК-порта, чтобы избежать случайного включения Wi-Fi. Динамики, которые раньше находились внизу, теперь находятся наверху спереди. И из-за того, что PSP стала тоньше, пришлось отказаться от автоматического трея (диск приходится вставлять вручную). Вдобавок ко всему этому Sony улучшила крышку слота для карты памяти Memory Stick.

### Регионы
- PSP-2000(K) — Япония (Value Pack)
- PSP-2001(K) — США (Value Pack)
- PSP-2002(K) — Австралия/Новая Зеландия (Value Pack)
- PSP-2003 — Соединённое Королевство
- PSP-2004 — Европа, Ближний Восток и Африка
- PSP-2005 — Республика Корея
- PSP-2006 — Гонконг/Сингапур
- PSP-2007 — Тайвань
- PSP-2008 — Россия
- PSP-2009 — Китай

## Аппаратное обеспечение

### Технические характеристики
Габариты: 169,4 x 18,6 x 71,4 мм

Вес: 189 г (включая батарею)

Процессор: Sony CXD2962GG, основанный на MIPS R4000 и работающий на динамично изменяющейся частоте от 1 до 333 МГц

Оперативная память: 64 Мб

Дисплей: диагональ 4,3 дюйма (110 мм), соотношение сторон 16:9, тип матрицы TFT LCD, разрешение 480 × 272 пикселей, максимальное количество цветов — 16,77 млн.

Звук: встроенные миниатюрные стереодинамики

Питание: литий-ионная батарея, зарядное устройство переменного тока на 1500 mA, зарядка от USB-порта

### Аккумулятор
На стандартном аккумуляторе 1200 мА·ч время непрерывного проигрывания видео родным плеером PSP при максимальной яркости экрана (4 уровень яркости — на временной модифицированной прошивке 5.03 MHU-6) и максимальном звуке в наушниках составило 240—250 минут.
Тестировалась новая консоль, бывшая в употреблении чуть меньше месяца.

## Программное обеспечение

### Системное программное обеспечение
PlayStation Portable Slim and Lite поддерживает все версии официального системного программного обеспечения, начиная с версии 3.60.